# County
County [ˈkaʊnti] ist die englische Bezeichnung für Grafschaft. Vielfach wird die historische Bezeichnung jedoch auch für politische Verwaltungseinheiten bzw. Landkreise verwendet, denen keine Adelspersonen vorstehen.  
Siehe hierzu:
- County (Irland)
- County (Kanada)
- County (Liberia)
- County (Vereinigte Staaten)
- Grafschaft (Vereinigtes Königreich)
  - Grafschaft (England)
  - Grafschaft (Schottland)
  - Grafschaft (Wales)
- Verwaltungsgliederung Jamaikas
- County (Kenia): Kenia#Territoriale_Gliederung

Auch in Australien gibt es Countys, die aber keinen Verwaltungszweck haben, sondern reine Katastereinheiten sind.

## Etymologie und Schreibung
County stand ursprünglich für das Gebiet, das der Rechtsprechung eines Count bzw. eines Earl unterstand. Beide Adelstitel werden im Deutschen üblicherweise mit Graf übersetzt, wobei Earl die Bezeichnung für einen englischen und Count die für einen nicht-englischen Grafen ist. Hergeleitet ist dies wiederum vom franz. „Comte“, einem französischen Amtstitel. Siehe auch dort → Comte.
Auch deutschsprachige Wörterbücher verzeichnen das Wort. Der Duden empfiehlt die Pluralbildung Countys (im Gegensatz zu engl. counties) und als Genus das oder die. Die Genitivform des Nomens im Neutrum lautet des Countys.